# Les Derniers Hivers
 (juillet 2025).
Pour plus de détails, voir Fiche technique et Distribution.
Les Derniers Hivers est un court métrage français réalisé par Jean-Charles Tacchella, sorti en 1970.

## Fiche technique
- Titre : Les Derniers Hivers
- Réalisation : Jean-Charles Tacchella
- Scénario et dialogues : Jean-Charles Tacchella
- Photographie : André Dubreuil
- Son : Jacques Gallois
- Musique : Antoine Duhamel
- Montage : Jasmine Chasney
- Production : Les Films Pierre Rémond - Dimka
- Durée : 23 minutes
- Date de sortie : 1970

## Distribution
- Jean Guyon : Charles
- Germaine de France : Marguerite
- Jean Rougerie
- Catherine Day

## Distinctions
- 1971 : Prix Jean-Vigo du court métrage[1]